# Famille Dupont de Dinechin
La famille Dupont de Dinechin est une famille subsistante de la noblesse française, originaire de Charlieu en Roannais (Loire). Famille de magistrats et d'officiers vivant noblement à partir de 1555, elle a obtenu une décharge de franc-fief en 1756. Cette famille a notamment donné plusieurs officiers généraux depuis le XXe siècle et un évêque en 2015.

## Origines
La famille Dupont de Dinechin est originaire de Charlieu en Roannais, à la limite du Brionnais.
Des Dupont apparaissent à Charlieu en 1292 avec rang de bourgeois mais ils ne sont toutefois pas rattachés à la généalogie prouvée et suivie de cette famille. On les retrouve dans des actes de 1440, 1516, 1558 année où Jean Dupont prend le titre d'écuyer.
Dans une notice consacrée à la famille Dupont de Dinechin dans son Histoire de la ville de Charlieu, J.-B. Desevelinges cite différents porteurs du nom "du Pont" et "Dupont" à Charlieu, sans qu'un lien ait pu être établi entre eux :
- En 1292, Gérard du Pont, bourgeois de Charlieu (Girardus de Ponte, burgensis Cariloci), reconnaît par déclaration n’avoir aucun droit sur le mur que les cordeliers de Charlieu ont fait bâtir près de sa maison et de son jardin[4]
- En 1442, Jean du Pont (Johannes de Ponte, figure parmi les bourgeois qui signèrent en 1442 un traité entre la ville de Charlieu et l’abbaye des cordeliers, concernant la pêche dans les fossés de la ville[5].
- En 1516, autre Jean du Pont qui est peut-être le même[5].

Étienne Fournial et Claude Chopelin dans Charlieu, des origines à l'aurore des temps modernes, rattachent à la famille Dupont Antoine Dupont, député de la sénéchaussée de Lyon en 1484, mais les éléments sur lesquels ils fondent ce rapprochement ne sont toutefois pas connus.

## Histoire
- En 1558, autre Jean Dupont prend le titre d'écuyer dans la quittance de sa sœur qui fut mariée à Gilbert de Chaulmejean, écuyer, seigneur de Fourille[7].
- En 1580, Jean Dupont, bourgeois de Charlieu, acheta à Jacques de Rébé les grandes de la Motte-Alex et de la Lombarderie à Chandon[8].

Nicolas Viton de Saint-Allais et Ludovic de Magny font remonter la filiation de cette famille à Jean Dupont vivant au milieu du XVIe siècle, écuyer, seigneur de Bonnefont, marié à Nicole Bourges. Ces auteurs indiquent que la famille Dupont perdit ses archives lors du sac et pillage de la ville de Charlieu prise d'assaut en 1590, par le marquis de Saint-Sorlin, au nom des ducs de Nemours et de Nivernais, au temps des guerres civiles et que cela est constaté par le procès-verbal qu'en fit rédiger, en 1618, Blaise de Chaulmejean, marquis de Fourilles, lieutenant-général des armées du roi, fils de Gilbert de Chaulmejean et de Benoite Dupont.
La famille Dupont vécut noblement depuis 1555 sans acheter de lettres ou de charges anoblissantes.
Gustave Chaix d'Est-Ange écrit « qu'on ne lui connait pas de principe d'anoblissement et on ne voit pas qu'elle ait pris part en 1789 aux assemblées de la noblesse de sa région ».
Régis Valette écrit qu'elle a obtenu une décharge de franc-fief en 1756.
Philippe du Puy de Clinchamps écrit que les décharges du droit de franc-fief après 1579 ne sont pas une preuve de noblesse.
Ainsi, le statut nobiliaire de cette famille ne fait pas l'objet d'un consensus parmi les auteurs.
Elle a été admise au sein de l'association d'entraide de la noblesse française en 1956 avec les preuves suivantes : « 20 mai 1765 : Confirmation par l’élection du Mâconnais d’une ordonnance de décharge du droit de franc-fief, rendue par Joly de Fleury, intendant de Bourgogne ».

## Généalogie
I) Jean I Dupont, écuyer, seigneur de Bonnefont, vivant au milieu du XVIe siècle, était marié à Nicoles Bourges dont :
- Jean qui suit ;
- Benoîte, mariée le 27 juin 1555 à Gilbert de Chaulmejean, seigneur de Fourille[7],
- Jeanne, mariée à Pierre V Quarré sieur de Romay et La Palus, bourgeois de la ville de Paray[17].

II) Jean II Dupont, marié à Marie Duchamp-Janiot, dont Philibert qui suit.
III) Philibert Dupont, seigneur du Liesme et de Dinechin, en 1623 il achète l'office de sel de Charlieu et en 1635 l'office de lieutenant général, en l’élection de Roanne, marié le 26 avril 1608 à Louise de La Ronzière, dont trois fils
- Gaspard, qui suit;
- Jean, gendarme de la garde du roi, qui "fit des prodiges de valeur au siège de Perpignan", en 1642, et se signala sous le duc de Villeroy, marquis d’Alincourt, dans les guerres de la Catalogne, du Piémont, de Flandres et de l'Allemagne[10]. Marié le 24 décembre 1643 à Marguerite Le Mulier, fille de noble Isaac Le Mulier, conseiller du roi, lieutenant particulier criminel et premier conseiller au bailliage et chancellerie d’Autun, sans postérité;
- Frédéric, écuyer, capitaine-châtelain, et juge royal de la ville de Charlieu[10], marié à Agnès Rivier.

IV) Gaspard Dupont (1625-1687), seigneur du Liesme et de Dinechin (en 1665), lieutenant général en l’élection de Roanne, né le 12 octobre 1625, marié le 24 novembre 1659 à Françoise-Christine Duryer alias du Ryer, fille d'André Du Ryer, seigneur de la Garde, Glène, Malezair et Beauvoir, gentilhomme ordinaire de la chambre du roi, son interprète en langues étrangères, capitaine-châtelain de Semur-en-Brionnais, dont :
- Louis-Philibert, qui suit;
- Jérôme, écuyer, gendarme écossais[10];
- Jean-Guy, né le 8 novembre 1683, capitaine au régiment de Bouhier[10];

V) Louis-Philibert Dupont (1679-1725), seigneur de Dinechin, né le 31 mai 1679, il servit d’abord comme gendarme de la garde du roi, de 1700 à 1705, puis fut capitaine de cavalerie au régiment de Marcilhac et passa, en 1709 aide-major au régiment de Bouhier. Il y servait en même temps que son frère Jean-Guy, capitaine au même régiment. Il avait épousé le 18 février 1713, Jeanne Dumont, dont :
- Louis qui suit ;
- Françoise, mariée à Claude Dulignier[10];
- Marguerite, religieuse aux dames de Sainte Ursule de Paray-le-Monial[10].

VI) Louis Dupont (1715-1793), seigneur de Dinechin, Briailles, Egrivay, né le 30 septembre 1715. Officier au régiment de Boulonnais, il se distingua au siège de Philippsbourg. Il quitta le service à cause de la faiblesse de sa vue. Il fut nommé en 1750 gouverneur de la ville de Charlieu. Il avait épousé Marie-Renée Chaulce, fille de Jacques Chaulce, écuyer, seigneur de Faverges, dont :
- Jacques, qui suit;
- Françoise[10];
- Claudine-Marie[10];
- Marie-Laurence[10].

VII) Jacques Dupont (1741-1782), seigneur de Dinechin, Briailles, Egrivay etc., gendarme de la garde du roi de 1765 à 1772, puis officier de dragons au régiment de Lorraine (ancien régiment de Bauffremont), il s’y attira l'estime particulière de son colonel, Charles-Eugène de Lorraine, prince de Lambesc. Il avait épousé Marie-Rose du Ryer, fille d'Hubert-Christophe du Ryer, gendarme de la garde du roi, et de Marie-Françoise Josse de la Bêche. De ce mariage vinrent huit enfants :
- Claude-Clément, qui suit;
- Philibert[10];
- Marie-Aimé-Joseph[10];
- Claude-Hubert[10];
- Marie-Marguerite[10];
- Marie-Renée[10];
- Marie-Henriette[10];
- Marie-Chantale[10].

VIII) Claude-Clément Dupont de Dinechin (1774-1854). Âgé de 19 ans en 1793, il avait été enrôlé dans la garde nationale, tout comme son frère Philibert.[réf. souhaitée] Désignée pour combattre les vendéens, sa compagnie s’arrête à Tours devant une compagnie de chouans portant la croix sur leur chemise. À cette vue, toute la compagnie refuse de se battre contre des chrétiens et retourne à Marcigny.[réf. souhaitée] Il épousa Marie-Ferréoline Gontier, fille de Henri-Guy Gontier, avocat en parlement, et de Gilberte Perroy, dont onze enfants :
IX) Marie-Jean-Xavier Dupont de Dinechin(1802-1866), duquel descendent tous les Dupont de Dinechin aujourd’hui. Admis à l’École royale militaire de Saint-Cyr en 1819, il fut nommé sous-lieutenant au 41e régiment de ligne, en 1822 où il effectuera toute sa carrière militaire. Il fit la campagne d’Espagne de 1823, lors de l’intervention française pour le rétablissement du roi Ferdinand VII ; puis les campagnes d’Afrique de 1840 à 1845 et fut créé chevalier de la Légion d’honneur en 1813, puis chef de bataillon au 30e régiment de ligne. Il quitta le service en 1849, il se maria, le 16 décembre 1850, avec Marie—Jeanne-Marguerite Favre. Il mourut le 15 mai 1866, laissant de ce mariage cinq enfants.

## Personnalités
- Jean et François Dupont (frères) : « en 1590, lors de la prise de Charlieu par les ligueurs (...) Jean et François, qui étaient du parti des politiques et avaient contribué à faire ouvrir les portes aux troupes royalistes. Ils avaient, comme la majeure partie de leurs concitoyens, pris les armes pour repousser les ligueurs, lorsque ceux-ci emportèrent Charlieu d’assaut. Malheureusement, ils furent faits prisonniers de guerre par les sieurs de Viteault et de Saint-Christophe, qui les mirent à grosses rançons ; leur maison fut pillée et saccagée, et leurs papiers furent perdus pour la plupart »[21].
- Philibert Dupont (1580-1644), seigneur du Liesme et de Dinechin, conseiller du roi, greffier des tailles de la ville de Charlieu (1608), grenetier du grenier à sel de Charlieu (1623), commissaire des tailles de la ville de Charlieu (1630), lieutenant-général en l’élection de Roanne (1631)[22].
- Louis Dupont (1715-1793), seigneur de Dinechin, Briailles et Egrivay. En 1793, à 78 ans, cache chez lui un prêtre insermenté, le curé de Malinet, Claude Roux. Sur une dénonciation, la garde nationale de Marcigny vient arrêter à Dinechin l’abbé Roux et Louis Dupont. Claude Roux sera condamné à être déporté à la Guyane Française. Compte tenu de son grand âge, Louis Dupont sera condamné à une amende et au remboursement des frais de course et d’arrestation, la garde nationale de Fleury-la-Montagne ayant refusé d’y participer[23]. Au moment de cette arrestation, Claude-Clément Dupont de Dinechin, petit-fils de Louis, faisait partie de la garde nationale de Marcigny : l’officier en charge lui demanda de sortir des rangs pour qu’il ne prête pas la main à l’opération dans la maison de son grand-père.
- Xavier Dupont de Dinechin (1802-1866), admis à l’École royale militaire de Saint-Cyr en 1819, il fut nommé sous-lieutenant au 41e régiment de ligne, en 1822 où il effectuera toute sa carrière militaire. Il fit la campagne d’Espagne de 1823, lors de l’intervention française pour le rétablissement du Roi Ferdinand VII; puis les campagnes d’Afrique de 1840 à 1845 et fut créé chevalier de la Légion d’honneur en 1813, puis chef de bataillon au 30e régiment de ligne. Il quitta le service en 1849, il se maria, le 16 décembre 1850, avec Marie—Jeanne-Marguerite Favre[10].
- Joseph Dupont de Dinechin (1858-1947), polytechnicien, artilleur, officier de la Légion d’honneur, croix de guerre 1914-1918.
- Guy Dupont de Dinechin (1880-1914), fils de Philibert Dupont de Dinechin et de Charlotte Testot-Ferry, officier d’active au 77e régiment d’infanterie, il fait la campagne de Belgique, prend part à la bataille de la Marne et à celle d’Ypres. Il est tué le 29 octobre 1914 dans le secteur de Zonnebecke, à Bellevue. Le récit de la bataille qu’il venait de livrer et à laquelle il a succombé est donné par Elie Chamard dans la Revue des Deux Mondes, lequel décrit précisément le rôle crucial du capitaine Guy Dupont de Dinechin dans la bataille. Chevalier de la Légion d’honneur, croix de guerre 14-18.
- Pierre Dupont (1870-1915), reçu à Saint-Cyr en 1881. Affecté au 158e régiment d’infanterie en 1905, il y est nommé chef de bataillon en décembre 1914. Il prend aussitôt le commandement du 3e bataillon de ce régiment. En mars 1915, son régiment se trouve en ligne face au grand éperon de Notre-Dame de Lorette, au nord d’Arras. Le 14 mars, l’ordre de s’en emparer est donné. L’attaque sera lancée par le 3e bataillon du commandant Dupont, renforcé par la section de grenadiers du premier bataillon, une section de mitrailleuses et un peloton du génie. Le résultat de l’attaque du lendemain fut que tout l’éperon fut enlevé, jusqu’au-dessus d’Ablain Saint-Nazaire[24]. Le lendemain, le commandant Pierre Dupont succombait à un bombardement allemand sur les positions nouvellement conquises. Officier de la Légion d’honneur. Marié en 1906 Gabrielle Pucotte de Reneville (sans descendance).
- Jean Dupont de Dinechin (1891-1981), centralien, ingénieur des Arts et Manufactures, il fait la guerre au 16e régiment d’artillerie commandé en 1914 par Joseph Dupont de Dinechin, dans la même division que son frère Henri. Il prend part aux combats de Verdun et de l’Argonne. Il termine sa carrière comme secrétaire général des forges et chantiers de la Méditerranée à la Seyne-sur-Mer. Croix de guerre 14-18, palmes académiques.
- Jean Dupont de Dinechin (1892-1914), polytechnicien, il est élève-ingénieur de l’école des Ponts et Chaussées quand la guerre éclate. Il sert au 6e régiment du génie comme sous-lieutenant, prend part avec le neuvième Corps d’Armée aux combats de Belgique et de la Marne. Il tombe le 24 décembre 1914 à Broodseinde, sur le front d’Ypres, près de Zonnebeke. Il est tué à la tête de sa section de sapeurs en allant détruire les réseaux de barbelés interdisant l’assaut des sections d’infanterie. Chevalier de la Légion d’honneur, croix de guerre 14-18 avec palmes.
- Louis Dupont de Dinechin (1884-1915), directeur de la société « Art et Publicité » au moment où la guerre éclate. Il est mobilisé comme sous-officier, puis nommé adjudant au début de 1915. Il prend part à la bataille de la Marne et à celle d’Artois. Il est tué le 16 juin 1915 à Neuville-Saint-Vaast. Médaille militaire, croix de guerre 14-18.
- Ludovic Dupont de Dinechin (1890-1916), polytechnicien, artilleur, il est affecté au 62e régiment d’artillerie, avec lequel il combat en Lorraine, puis il rejoint l’école d’artillerie comme instructeur en 1914. En 1915, comme lieutenant, il prend le commandement d’une batterie du 120e régiment d’artillerie lourde, à la tête de laquelle il tombera au combat le 9 août 1916, au lieu-dit « La Tour Carrée », dans la Somme. Chevalier de la Légion d’honneur.
- Gérard Dupont de Dinechin (1900-1994), polytechnicien, génie maritime. À la Libération, il est chargé du programme « sous-marins » de la marine nationale. Il est le père des sous-marins de type Narval. Il est successivement directeur de l’arsenal de Toulon, sous-directeur central DCAN, puis inspecteur général des constructions des armes navales, et enfin inspecteur général de 1re classe. De 1958 à 1965, il est conseiller aux chantiers navals de La Ciotat. Commandeur de la Légion d’honneur.
- Bernard Dupont de Dinechin (1902-1981), polytechnicien, il choisit la marine à sa sortie de l’école. Pendant la guerre, il participe en 1940 comme officier torpilleur aux opérations de Norvège à bord de l’Emile Bertin. Son navire, traversé de part en part par une bombe, échappe alors au naufrage. À deux reprises, il fut chargé de transporter l’or de la Banque de France aux États-Unis. De 1947 à 1949, il commande une escadrille de dragueurs à équipage allemand, chargé du déminage des côtes. Second sur le Jean Bart, il commande ensuite le La Pérouse à Madagascar puis aux Kerguelen, et enfin le porte-avions le Dixmude. Il encouragea le développement du Bathyscaphe, dont son frère Gérard fut l’un des maîtres d’œuvre. Il termine sa carrière comme contre-amiral. Officier de la Légion d’honneur, Croix de guerre 39-45, Chevalier du mérite maritime.
- Jean Dupont de Dinechin (1917-2012), prêtre de la société de Marie, poète, professeur de lettres classiques au collège de Riom, aumônier scout. En septembre 1939, Jean Dupont de Dinechin est sergent au 27e bataillon de chasseurs alpins. Au printemps 1940, le bataillon est en Champagne avec pour mission d’interdire aux allemands le passage de l’Aisne, en avant de Soissons. Jean Dupont de Dinechin est fait prisonnier. Il est interné au camp de Krems, Stalag XVII B, en Autriche. En mars 1941, il est transféré au Stalag XII A, à Limbourg. Le 8 avril 1942, il s’évade, mais est repris le lendemain à la gare de Stuttgart. Fin avril, il est envoyé en convoi au camp de Rawa Ruska, en Ukraine. En juillet 1942, il est transféré au camp de Kobierzyn, au sud de Cracovie, dans un convoi formé de sous-officiers refusant de travailler en kommando en Allemagne. Le 8 août 1944, les prisonniers sont transférés en Autriche, dans un bloc spécial du camp de Markt-Pongau. Jean Dupont de Dinechin sera libéré le 7 ou 8 mai 1945 par les troupes américaines. Il présidera l’association « Ceux de Rawa-Ruska » à partir de 1996, jusqu’en 2003. À l’institution Sainte-Marie de Riom, surnommé Chin Chin, il enseigne le latin et le français. Là, il fait vivre l’esprit mariste : « inconnus et cachés dans le monde, c’est le moyen de faire le bien ». Médaille des évadés, médaille des internés de la Résistance, médaille des combattants volontaires de la Résistance, croix du combattant, palmes académiques.
- Philippe Dupont de Dinechin (1924-1948) saint-cyrien, scout routier, lieutenant au 6e régiment d’infanterie coloniale, il fait campagne au Tonkin à la tête d’une section du deuxième bataillon, tout au long de l’année 1947, participant aux opérations de dégagement d’Hanoï et de sa région. Le 15 janvier 1947, il est blessé. Il commande successivement plusieurs postes avancés, notamment celui du bac des quatre colonnes. Il se fait particulièrement remarquer le 9 octobre et le 24 novembre au cours d’engagements autour de Sontay et dans la région du Day. Le 30 janvier 1948, il tombe à Minh-Kha, gravement blessé. Il succombe à l’hôpital de Hanoï le 1er février 1948. Chevalier de la Légion d’honneur, croix de guerre des TOE.
- Bernard Marie Joseph Dupont de Dinechin (1931-2021), saint-cyrien, il participe à la campagne d’Indochine et au maintien de l’ordre en Algérie, où il est blessé. Officier de cavalerie, il commande le 503e régiment de chars. Il est l’adjoint du commandant de la 7e division blindée à Besançon. Général d’armée, major de l’armée de Terre, inspecteur général des armées.
- Bertrand Dupont de Dinechin, général (CR), chevalier du Saint-Sépulcre.
- Olivier Dupont de Dinechin (1936-2021), polytechnicien, prêtre de la compagnie de Jésus et théologien, il a suivi pas à pas les développements de la bioéthique, dans des postes de responsabilité et de conseil. Prêtre depuis 1968, membre du département d’éthique biomédicale du centre Sèvres, Enseignant émérite de la faculté de théologie des Jésuites à Paris, Olivier de Dinechin a été directeur au Centre culturel et spirituel de La Baume (Aix-en-Provence). Ancien rédacteur en chef des Cahiers de l'Actualité religieuse et sociale, il a été délégué de l'Episcopat français pour les questions morales concernant la vie humaine de 1985 à 1994, membre du Conseil national du sida de 1989 à 1993, membre du Comité consultatif national d'éthique de 1990 à 1998, puis de 2002 à 2007. Olivier de Dinechin est l’auteur de très nombreuses publications, parmi lesquelles au Centurion : Le Défi génétique, Présente Église et En marche les chrétiens.
- Yves Dupont de Dinechin (1938-2013), polytechnicien, génie maritime, haut fonctionnaire de défense. Il a été conseiller du ministre de l’industrie du Sénégal, directeur de l’arsenal de Papeete, président de la Société amicale du génie maritime.
- Renauld Dupont de Dinechin, né en 1958, il est ordonné prêtre en 1988 pour l’archidiocèse de Paris, après avoir suivi des études supérieures de théologie à l’Institut d’Études théologiques de Bruxelles. En 1995, il est postulant à l’Institut séculier Notre-Dame de Vie, pour lequel il prononce ses vœux perpétuels en 2002. Renauld Dupont de Dinechin est nommé et consacré évêque auxiliaire de Paris en 2008 ; il est depuis membre de la commission épiscopale pour la Mission universelle de l’Église en responsabilité pour la pastorale des migrants et vicaire général de l’archidiocèse de Paris. Le 30 octobre 2015, il est nommé évêque de Soissons, Laon et Saint-Quentin.
- Gabriel Dupont de Dinechin (1935-2007), polytechnicien, ingénieur général des Ponts-et-Chaussées, entomologiste, membre d'honneur de la Société linnéenne de Lyon.
- à cette génération on peut, outre l'évêque Renauld, citer :
- Philippe de Dinechin  (né en 1964) juriste, animateur social et écrivain.
- Blandine de Dinechin (née en 1957), sœur aînée de Philippe, longtemps présidente de Couples et Familles (conseil et thérapies familiales), journaliste et auteur de nombreux ouvrages (dont certains d'une critique éclairée sur des dérives au sein de sphères religieuses et d'analyses fines de mécanismes d'emprise sur des fidèles).

## Propriétés
- La famille Dupont de Dinechin posséda les terres de Bonnefont, Liesme (à Saint-Bonnet-de-Cray, Saône-et-Loire : terre qui consistait en trois domaines et métairies, dont l’une appelée Liesme, avec justice haute, moyenne et basse, cens et servis, rentes nobles)[25], Briaille (à Ligny-en-Brionnais, Saône-et-Loire), Egrivay[26] et Dinechin (à Fleury-la-Montagne, Saône-et-Loire). Le 22 juin 1631, Philibert Dupont, acquiert par adjudication la terre et seigneurie de Dinechin, à la suite de la vente faite au bailliage de Mâcon des biens de défunt Gérôme du Petit-Bois, seigneur de Dinechin. Dinechin sera revendu le 24 septembre 1647 à messire Jehan Donguy, puis racheté 18 ans plus tard (le 30 mars 1665) par Gaspard Dupont, conseiller du roi et lieutenant général en l'élection de Roanne, fils de Philibert Dupont, à Jean-Marie Donguy. Le fief consistait en "une maison forte et jardin d'environ deux journaux et une rente noble d'environ 25 livres, le reste en roture, le tout non autrement détaillé"[27],[28].
- Hôtel Dupont à Charlieu[29].
- Château de Dinechin à Fleury-la-Montagne (Saône-et-Loire).
- Château de Champvigny à Chambilly (Saône-et-Loire).[réf. souhaitée]
- Château des Essarts à Frazé (Eure et Loir), hérité au début du XXe siècle par Suzanne-Charlotte Testot-Ferry, épouse de Philibert Dupont de Dinechin.[réf. souhaitée]
- Château de Villefrancon (Haute-Saône) : par héritage au début du XXe siècle de la famille Vyau de Lagarde.

## Armes
- D'azur au pont d'or maçonné de sable surmonté d'un lion rampant contre une hallebarde et un soleil mouvant de l'angle dextre du chef, le tout d'or  (Armes enregistrées en 1696 par Françoise du Ryer, veuve de Gaspard Dupont de Dinechin, à l'Armorial général de France[1], Généralité de Lyon, volume XVII, Roanne, folio 122, registre 1er : Cote pour les bourgeois et marchands)[30],[31].

Dans ces armes, est omise l'étoile qui figure dans le blason sculpté au dos de l'Hôtel de ville de Charlieu, lequel est dans un très mauvais état. Un moulage de bonne qualité de cette sculpture est visible au Musée des Cordeliers de Charlieu.
- Alias (d'après Saint-Allais) : D'azur à un pont d'or de trois arches, maçonné de sable, et à un lion d'or lampassé de gueules, armé d'une hache d'or et regardant un soleil de même naissant à dextre; une étoile d'argent mise en pointe à senestre[1]. Suivant les armoriaux, l'étoile en pointe est d'or ou d'argent.

Timbre : casque d'écuyer, lambrequins aux couleurs de l'écu.
Support : deux aigles de sable armées et becquées de gueules.
- Alias (d'après Jougla de Morenas) : D'azur au lion d'or armé et lampassé de gueules, tenant de ses pattes de devant une hache d'armes d'argent, accompagné en chef et à dextre d'un soleil d'or mouvant de l'angle du chef et à senestre et en pointe d'une étoile aussi d'or[32].

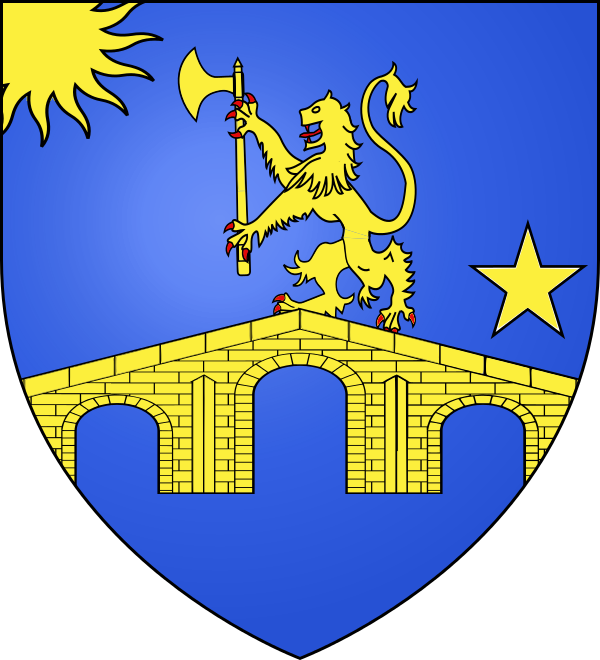

## Alliances
Les principales alliances de la famille Dupont de Dinechin sont : Bourges, de Chaulmejean (1555), de la Ronzière (1608), Durier alias du Ryer (1659 et 1771), Dumont (1713), Dulignier, Chaulce (1739), Gontier (1797), Favre (1850), Testot-Ferry (1879 et 1953), Bovis, Vyau de Lagarde (1887), Reille, de Curières de Castelnau (1953), de Braquilanges, etc.